# Индустријска зона Комити (Фиренца)
Индустријска зона Комити је насеље у Италији у округу Фиренца, региону Тоскана.
Према процени из 2011. у насељу је живело 34 становника. Насеље се налази на надморској висини од 258 м.